# Echeveria diffractens
Echeveria diffractens är en fetbladsväxtart som beskrevs av M. Kimnach och A. Lau. Echeveria diffractens ingår i släktet Echeveria och familjen fetbladsväxter. Inga underarter finns listade i Catalogue of Life.